# Чехия
Чехия (на чешки: Česko), официално Чешка република (на чешки: Česká republika) е вътрешноконтинентална държава в Централна Европа. Тя граничи с Полша на север, Германия на северозапад, Австрия на юг и Словакия на изток. Включва историческите области Бохемия, Моравия и Чешка Силезия. Площта ѝ е 78 865 km2, от които 77 288 km2 суша и 1577 km2 водна площ.
Развитието на държавност по чешките земи е дълбоко свързано със славяните, чиято първа значима държава – Великоморавия – възниква през 9 век и бързо попада под немско влияние. През 10 век възникналото на мястото на Великоморавия Бохемско кралство става част от Свещената римска империя. То достига своя апогей под управлението на Карл IV, който полага основите на чешката национална идентичност със създаването на Карловия университет през 1348 г. Именно един от неговите ректори, Ян Хус, дава началото на чешката Реформация и въвлича страната в дългите религиозни конфликти, разтърсили континента в следващите векове. В последвалите сблъсъци с Хабсбургите чешката държавност е почти ликвидирана и се възстановява едва под влиянието на общоевропейския национализъм през 19 век. Краят на Първата световна война позволява на чехите и близките до тях словаци да създадат нова държава – Чехословакия, която през 1945 г. става част от Източния блок и просъществува до 1993 г., когато от нея се отделят Чехия и Словакия.
Днес Чехия е демократична страна с високо развита, разнообразна икономика. Чехия е член на НАТО, Европейския съюз и Шенгенското споразумение (от 21 декември 2007 г.). Чехия е сред основателките на Инициатива „Три морета“ през 2016 г.

## История

### Ранна история
Най-ранната история на заселване на човека на територията на Чехия започва през палеолита. Към тази епоха принадлежи и Вестонишката Венера, керамична статуетка на жена, открита през 1925 година на територията на село Долни Вьестонице в южна Моравия. Датирана е между 29 и 25 хил. пр.н.е. и представлява най-старото известно керамично изделие в света. Била е изработена общество на ловци и събирачи, които все още не са живеели уседнало. Функцията на статуетката е неясна – култова, детска играчка или друга.

Към епохата на неолита – V – IV хилядолетие пр.н.е., спадат най-старите открити в Чехия жилища на уседнало живеещи земеделци. Липсата на писмени данни не позволяват идентифицирането им с конкретни племена, така че се говори за различни култури – обикновено по типичната за всяка една от тях керамика или погребален ритуал. Всяка една от тези култури заема много по-голям район от днешната Чешка република.
Най-старото население на района, известно ни със своето име, са келтите. Според археологичните находки, са обитавали района между IV и I век пр.н.е. Те не образуват държава, но живеят в племенни княжества. На едно от тези племена, боите, или бохемите, обитавали централна Чехия, дължим латинското име на страната – Бохемия. От времето на келтското заселване са останали развалините на множество опидии (укрепени селища). Освен това от келтите са останали множество топоними и хидроними. В чешкия геном има келтски следи и до днес – например мутацията G551D, предопределяща заболяването цистична фиброза. Тази мутация е типична за днешните келтски народи и е много рядка всред другите. Келтите са изтласкани от германски племена около началото на нашата ера.
Германците са населението, което заварват и документират римляните по тези земи през I – V в. сл. Хр. На територията на Бохемия това е племето на Маркоманите, в Моравия и Словакия – на Квадите. Маркоманските войни ангажират вниманието и силите на Рим от 70-те до 90-те години на II век. По време на една от кампаниите, през 180 година във Виндобона (днес Виена) умира от холера или тиф император Марк Аврелий (160 – 180). Рим никога не успява да създаде провинция на територията на днешна Чехия, но в началото на XXI век в южна Моравия бяха проведени разкопки на римски военни лагери от периода на Маркоманските войни. През V век районът е в зависимост от хунската империя, но няма археологически данни за хунско заселване. Германците на свой ред се изтеглят през V – VI век.
Славяните се заселват из тези земи постепенно през VI – VII век. Колонизацията следва широките долини на големите реки и отначало не е особено интензивна. Предците на чехите се заселват в регионите Бохемия (на чешки: Čechy) и Моравия (на чешки: Morava), където се занимават със селско стопанство и създават характерните за славяните кръгли селища (окрухлице). През 562 година аварите създават империя между реките Елба и Днепър, като завладяват част от славянските територии в региона и периодично нападат селищата извън техен контрол. В отговор на техните нашествия Само, вероятно франкски търговец, повежда част от славянските племена и около 625 година създава собствена държава със столица Вогастисбург. И до днес няма яснота по въпроса къде е била столицата. На описанията във франкските хроники отговарят 2 – 3 места, на които е имало укрепени селища, но нито едно не е достатъчно проучено, та да се отъждестви с Вогастисбург. Държавата на Само просъществува до или малко след смъртта му през 658 година. Към средата на VII век се отнася и легендарното начало на чешката династия Пржемисловци, но няма археологически материал или хроника, които да го доказват.
Към 796 година славяните в Моравия помагат на Карл Велики да унищожи Аварския хаганат. В знак на признателност, той им предоставя част от областта като феодално владение, в рамките на което моравските славяни разполагат със значителна автономия. В началото на 9 век славянският пълководец Моймир се възползва от положението на моравските славяни и създава Моравско княжество. Около 830 година то прераства в държавата Великоморавия, която обединява предшествениците на чехите и словаците. Столицата Велеград се идентифицира или с днешния град Микулчице, или с Ухерске Храдище – и двете недалеч едно от друго населени места в южна Моравия. Моймир и съюзните му пълководци приемат християнството около 830 година в Регенсбург, днешна Германия. Църковно се управлява от архиепископа на Пасау в Бавария. Засилването на немското влияние обаче е възприето като заплаха за короната от неговия наследник Ростислав (850 – 870). Той се обръща към Византия, която по негова молба през 863 година изпраща братята Константин и Методий да въведат богослужение на славянски език, което би довело до църковна независимост от Германия, а това би подсилило държавния суверенитет. Преди мисията Методий е бил ръкоположен за свещеник. За целта на мисията е използвана изобретената по-рано от Константин – Кирил и нова азбука – глаголицата. През 867 година новата писменост и богослужебните книги на нея са одобрени и благословени от папата, а Методий е ръкоположен за епископ Моравски. Така от една страна е осигурена независимост от Източното Франкско кралство, от друга страна е осигурена папската духовна юрисдикция над страната. През 873 година Методий е повишен в ранг на архиепископ Моравско-Панонски.
Чешкото княжество попада във васална зависимост от Моравия около 40-те години на IX век. През 845 година е регистрирано първото покръстване на 14 чешки „князе“ (duces Boaemorum), извършено по време на събрание на благородниците на източното Франкско кралство в Регенсбург. Този акт явно останал изолиран и не повлиял особено на езическото общество в Чехия. Столица на княжеството по това време е Леви Храдец – днес село на няколко километра на север от Прага. Около 875 – 880 година се отнася покръстването на първия исторически документиран княз на чехите Борживой от династията на Пржемисловците лично от Св. архиепископ Методий. С този акт се свързва и древната църква „Св. Климент Римски“ в Леви Храдец. Към началото на 80-те години на IX век се отнася пренасянето на столицата от Леви Храдец на Пражкия Храд. При този акт е построена малка еднокорабна църква Успение Богородично, където Борживой е искал да бъде погребан. При разкопки на Храда в края на ХХ век, се оказа, че княжеският гроб е празен.
При Святополк (871 – 894) Великоморавия отново се ориентира към германоезичното Източнофранско кралство. След смъртта на Методий през 885 година архиепископският престол е заеман за около година от Горазд, след което е ликвидиран и църковната администрация се връща към състоянието от преди 867 година. Папата възстановява моравско-панонската архиепископия през 890 година, като към архиепископа придава и трима суфраганни епископи. Знаем за този акт само по протестното писмо на баварските епископи, което се е запазило във ватиканските архиви.
През 895 година Чешкото княжество се възползва от нестабилността и междуособиците във Великоморавия и се откъсва, като се поставя под защитата и съответно зависимостта от Източното Франкско Кралство. Въпреки всичко, и в началото на Х век Великоморавия е фактор в политиката и търговията в централна Европа, както доказват митническите тарифи от Рафелщет от 903/904 година. Но именно през 904 година започва бързото падение на Великоморавия, в резултат от унгарското нашествие и през 907 година кралството вече не съществува. Унгарците обаче не овладяват ядрото на моравската държава и там продължава още около половин век да съществува независимо княжество. През 959 година моравското княжество е овладяно от Пржемисловците. Въпреки това то запазва самобитността си, като титлата „княз на Моравия“ се дава на чешкия престолонаследник чак до XV век.

#### Средновековно Чешко кралство
През 950 година владетелят на Свещената Римска империя Отон I нахлува в княжеството и настоява неговият владетел Болеслав I Страшни да плаща данък на императора. Така Бохемското княжество се превръща в субект на империята, а кралят му става един от седемте курфюрсти в изборната ѝ колегия. Императорите използват католическата църква, за да прокарват германско влияние в Бохемия, например с подчиняването на Пражката епископия под архиепископията на Майнц през 973 г. Бохемската династия на Пршемисловците използва статута на княжеството, за да подсили позициите си в борбата срещу местната аристокрация.
През 1003 година Чехия губи Моравия след война с Полша. Нова война от 1029 година обновява чешкото управление на Моравия. От този момент до днес Чехия и Моравия винаги са представлявали едно държавно цяло, макар и всяка да е запазвала особеностите си.
През 1212 година княз Пржемисъл Отокар I изисква от императора хрисовул (документ подпечатан със златния печат на императора), с който издейства за себе си и наследниците си наследствена кралска титла, и по този начин слага край на имперската политика бохемският крал да бъде одобряван предварително. В средата на 13 век кралството навлиза във възход. Това се дължи на отслабналата императорска власт заради усложнената политика в Средиземноморието и борбата за трона. Благодарение на брака си с принцеса Маргарет, наследница на последните херцози на Горна и Долна Австрия от династията Бабенберг, крал Пржемисъл Отокар II става херцог на Австрия, а по-късно установява контрол и върху Щирия, Каринтия и Карниола. Бохемското управление над тези земи обаче е краткотрайно заради походите на Рудолф I Хабсбург, който ги завзема в края на 13 век. В началото на 14 век Бохемия преживява мащабна немска имиграция.
На трона през 14 век се възкачва династията на Люксембургите, чийто най-виден представител е Карл IV. Той управлява между 1347 и 1378 година и дава началото на златна епоха в Бохемското кралство. Сред постиженията му са успешна реформа в провинциалната админстрация, васализиране на Бранденбург, Лужица и Силезия и ограничаване властта на аристокрацията. Заедно с това той освобождава Пражката епископия от контрола на Майнц и я прави архиепископия с правото да коронясва бохемските крале; през 1355 той самият става свещен римски император и на следващата година издава нова златна була, която регламентира в детайли избора на императора от курфюрстите. Булата прекратява васалния статут на чешките крале спрямо императора. Друго забележително постижение на Карл са мащабните строежи в Прага, включително основаването на Карловия университет през 1348.
В него бързо започва да се оформя чешката идентичност, а заедно с нея и реформаторски дух. През 1403 година ректор на университета става Ян Хус. Неговото антипапско, антийерархично разбиране за християнството спечелва поддръжници сред чехите в университета, но германците и прогерманският крал Вацлав IV (1378 – 1419) му се противопоставят. Изгарянето на Хус на клада през 1419 довежда до Първата пражка дефенестрация и началото на Хуситските войни, завършили с разбиването на таборитите (радикални хусити) край Липан през 1434. За крал на Бохемия е провъзгласен Сигизмунд Люксембургски, но той умира четири години по-късно без мъжки наследник. Следва поредица от кратко управлявали монарси, която приключва през 1458 с избирането на умерения хусит–каликстинец Иржи Подебрадски от чешките съсловия. Кралят успява да обедини остатъците от таборитите и реформираната чешка католическа църква, но управлението му така и не е признато от папата.

### Хабсбургски период
След смъртта на Иржи властта над Бохемия попада в ръцете на полските ягелонски крале Уласло II (1471 – 1506) и Лайош II (1506 – 1526), които същевременно са владетели и на Унгария, Полша и Хърватия. Те не посещават Бохемия и в този период властта е практически в ръцете на чешката аристокрация, но управлението им трае кратко. Лайош е убит от турците в битката при Мохач и така ягелоните губят управлението си над Бохемия и маркграфство Моравия, които попадат под Хабсбургски контрол. За разлика от населените с крепостни селяни и доминирани от унгарците словашки земи, Бохемия има ясно определени съсловия, които са готови да защитават своите свободи. Те влизат в дълготраен конфликт с хабсбургската монархия, която се стреми към централизация.
Тя започва под крал Фердинанд I (1526 – 1564), който се възползва от неспособността на бохемските съсловия да изберат свой монарх и установява наследствена власт на хабсбургите. Управлението му е белязано от дълбоки религиозни сблъсъци между хуситите и бохемските католици (чехи и немци). С началото на Реформацията голяма част от немското градско население възприема лютеранската и калвинистката доктрина, което усложнява този вътрешен конфликт и предизвиква разцепление сред хуситите, част от които се съюзяват с немците-протестанти. През 1546 протестантите в цяла Германия образуват съюз срещу свещения римски император Карл V, брат на Фердинанд. Чехите и протестантите в Бохемия симпатизират на съюза и през 1547 влизат във въоръжен конфликт с краля. Въстанието им обаче е смазано, цялата собственост на хуситите е конфискувана, а водачите на бунта биват затворени. Фердинанд започва усилено да налага католицизма чрез изпращането на йезуитски мисионери и отварянето на йезуитска школа в Прага.
В началото на 17 век противопоставянето между чехите и хабсбургите, както и между католици и реформираната църква, започва да се разгаря отново. През 1618 година двама католически имперски съветници са хвърлени от прозорец на Пражкия замък (Втора пражка дефенестрация), с което е дадено началото на нов бунт срещу хабсбургите, както и на опустошителната Тридесетгодишна война. Бохемските съсловия събират армия, разпореждат изгонването на йезуитите и обявяват бохемския престол за избираем. Съсловията са сразени от имперско-испанската войска в Белогорската битка на 8 ноември 1620. Разгромът в този сблъсък има дълбоки последици за Бохемия. Много чешки благородници са екзекутирани, почти всички останали напускат Бохемия, а имотите им са конфискувани. Голяма част от протестантите също емигрират, Карловият университет е слят с йезуитската школа, всички некатолически свещеници за изгонени, събранията на Бохемия и Моравия са разтурени, и всички чешки земи стават наследствена собственост на хабсбургската фамилия. По този начин Бохемското кралство е практически ликвидирано. С приключването на Тридесетгодишната война през 1648 е юридически потвърден статутът на Бохемия като част от хабсбургска монархия със седалище във Виена, и така автономната чешка аристокрация, реформирана църква и обособена култура биват почти изцяло загубени.
В периода на просветен абсолютизъм при Мария Терезия (1740 – 1780) се провежда германизация на образованието и са отнети последните привилегии на оцелялата аристокрация. Императрицата обаче провежда и редица реформи, които повишават социалната мобилност и икономическите дейности в Бохемия. Образованието започва да обръща повече внимание на науките, отколкото на религията, съкратени са феодалните структури и аристокрацията започва да инвестира печалбите от своите земи в производството на текстил, въглища и стъкло. Хабсбургският абсолютизъм непреднамерено създава условията за зараждане на чешко национално движение.

### Чешко възраждане
Под влиянието на Френската революция и императорските реформи в края на 18 век в Европа започва да се заражда национализмът. Възникването на идеята за нация, обединение по езиков и културен признак, полага основите на борба за политическо обособяване сред подчинените народи. В Бохемия, където аристокрацията е германизирана или от германски етнос, възраждането е дело на интелигенция от селски произход.
През 1791 година във Фердинанд-Карловия университет е създаден отдел за чешки език и литература. Тъй като чешкият е оцелял единствено сред селското население, учените Йозеф Добровски и Йозеф Юнгман предприемат първите стъпки да го кодифицират и пригодят за образователна и книжовна употреба. Благодарение на техните усилия се възраждат чешката литература и четенето. С основаването на Националния музей през 1818 година, възраждането придобива институционален характер. През 1827 музеят започва да издава свое националистическо списание, а три години по-късно към него е присъединена книжовната организация Матице Чешка. Кръгът от интелектуалци и учени около музея започват да установяват контакти с другите славянски народи и полагат усилия да превърнат Прага в интелектуалната столица на всички славяни.
Сред най-видните възрожденски учени е Франтишек Палацки. Вдъхновен от националистическия дух на хуситската традиция, той написва 5-томна История на чешкия народ с акцент върху борбата на чехите за свобода. На базата на своите трудове, той изработва и политическа платформа за културно възраждане и става негов идеологически водач. При управлението на Фердинанд I (1830 – 1848), Палацки се обявява за запазването на Австрийската империя, но с обособяването на автономия за славяните, които са мнозинство в империята. Когато Февруарската революция през 1848 дава началото на „Пролетта на народите“, чешкото възраждане се превръща в политическо движение. Паралелно на него се развива и словашко политическо движение, обосновано повече на протестантската религия. И двата народа обаче срещат отпора съответно на германците и унгарците, които сами по себе си са под влиянието на силен национализъм.
Пролетта на народите отслабва Австрийската империя и Хабсбургите. Император Франц Йосиф (1848 – 1916) прави опит да задържи всички националности под контрол, но през 1859 хабсбургската династия губи Италия, а през 1866 е победена от Прусия и изгонена от Германския съюз. През 1867 той сключва съюз с Унгария, създавайки двойната монархия Австро-Унгария. Системата не решава националния въпрос. Около началото на 20 век сред чехите и словаците започва да кристализира идеята за чехословашка държава, обединяваща исканията им за автономия. С избухването на Първата световна война през 1914, двата народа не проявяват ентусиазъм да се сражават срещу славянските народи на Русия и Сърбия. През 1916 депутатът в австрийския парламент Томаш Масарик, интелектуалецът Едвард Бенеш и словашкият офицер на френска служба Милан Щефаник създават Чехословашкия национален съвет. С помощта на доброволческите Чехословашки легиони и подкрепата на Антантата, съветът обявява независимост за Чехословакия в края на 1918 година.

### Независима Чехословакия
След обявяването на независимост на 28 октомври, Чехословашкият национален съвет свиква народно събрание на 14 ноември. Поради невъзможността да се насрочат избори и определят граници, народното събрание е учредено на базата на австрийските парламентарни избори от 1911 с добавени 54-ма словашки депутати. То избира и Томаш Масарик за президент, Карел Крамарж за премиер и Едуард Бенеш за външен министър. На Парижката конференция през януари 1919 са одобрени всички териториални искания на Чехословакия – Бохемия, Моравия, Чешка Силезия, Словакия и Рутения, чрез която чехословашкото правителство създава граница с Румъния. Единствено искът за присъединяване на Лузатия е отхвърлен. През септември същата година Чехословакия гарантира и правата на малцинствените судетски немци и унгарци.
През 20-те и 30-те години на ХХ век в Словакия тихо набират скорост полувоенни групировки на Словашката народна партия (СНП), която симпатизира на фашистка Италия и нацистка Германия. Едвард Бенеш обаче поддържа прозападна ориентация и се опасява силно от германска агресия. Той спомага за създаването на т.нар. Малка Антанта с Югославия и Румъния през 1921, чиято цел е да възпира опитите за унгарска експанзия или хабсбургска реставрация. Бенеш се опитва да влезе в система от съюзи с Великобритания и Франция, но британците проявяват незаинтересованост. С идването на Адолф Хитлер на власт в Германия през 1933, в Европа се надига страх от немска експанзия. Бенеш успява да договори отбранителен съюз с Франция и СССР, но условието за съветска намеса е Франция първа да изпрати войски в помощ на Чехословакия.
През 1938 Хитлер анексира Австрия чрез аншлус и на 15 септември настоява населената с немци Судетска област да бъде предадена на Германия. Бенеш отказва, но Великобритания и Франция не желаят война и поставят ултиматум на чехословашкото правителство, което е принудено да отстъпи. При подписването на Мюнхенското споразумение между Германия, Италия, Великобритания и Франция чехословашки представители не са поканени. Споразумението дава и част от Словакия на Унгария, както и част от Закарпатска Украйна (Рутения) на Полша. С отцепването на Судетите Чехословакия губи най-индустриализирания и най-добре укрепения си граничен регион и капитулира пред немската инвазия на 15 март 1939, без да окаже съпротива. Унгария окупира остатъците от Закарпатска Украйна след кратки сражения. Германия организира териториите в протекторат Бохемия и Моравия, а Словакия се отделя като колаборационистка страна под фашисткото управление на СНП. Окупаторите впрягат населението на протектората в труд в полза на германската военна машина. Между 36 000 и 55 000 души загиват от репресии или в концентрационни лагери, а 118-хилядното еврейско население е практически унищожено.
През април 1945 Червената армия освобождава Чехословакия и така страната е възстановена под съвместното управление на комунистическата партия (ЧКП) и завърналото се от изгнание правителство на Бенеш. Разочарованите от Запада чехословаци възприемат положително ЧКП и сближаването с СССР. Комунистите печелят изборите през май 1946 с 38% от гласовете, а членството в партията е нараснало от 27 000 на 1,1 милиона души само за една година. ЧКП поема ключови министерства, но Бенеш и Ян Масарик остават съответно президент и външен министър. През 1947 комунистите одобряват среща на правителството със западни представители за обсъждане на плана Маршал. Йосиф Сталин обаче се противопоставя на плана и привиква генералния секретар на ЧКП Клемент Готвалд в Москва. Впоследствие преговорите са отменени и започва постепенна радикализация на партийната политика. В крайна сметка всички некомунистически кадри са изхвърлени от министерствата, налага се икономически модел от съветски тип и ЧКП установява пълен контрол върху политиката на страната.
Тайната реч на новия съветски ръководител Никита Хрушчов довежда до демонстрации на чехословашки писатели и студенти с искания за свобода от политически репресии и свобода на словото. Вълненията са потушени и ЧКП налага неосталинистка линия, на практика игнорирайки политиката на Хрушчов за десталинизация. В началото на 1960-те икономиката започва да буксува, а Москва притиска ЧКП да следва новия политически курс. Със смяната на поколенията в партията се появяват умерени комунисти и реформатори, които подлагат на критика част от досегашните политики и изготвят програма за преориентиране на икономиката към интензивно развитие, децентрализация и отваряне към Запада. Движението е оглавявано от Александър Дубчек и е известно като Пражка пролет, като целта му е да изгради „социализъм с човешко лице“. Съветският съюз под ръководството на Леонид Брежнев обаче не допуска отслабването на съветското влияние и заедно със страните от Варшавския договор окупира Чехословакия през август 1968, слагайки край на движението. Последвалите политически репресии и връщане към стриктния планов икономически модел налагат обществен конформизъм и упадък на стандарта на живот през 1970-те и 1980-те години. Комунистическото управление приключва с т.нар. Нежна революция в края на 1989 година.

### Чешка република
Нежната революция предизвиква ЧКП да отстъпи властта. В Чехословакия на власт идва демократично избрано правителство, в което президент е Вацлав Хавел, а федерален говорител е Александър Дубчек. Скоро след промените обаче в Словакия започва да се надига национализъм. На федерално ниво се появяват политически фигури като Вацлав Клаус и Владимир Мечиар с различни виждания за бъдещото развитие на страната. Близо 2,5 милиона чехословаци се подписват в петиция за референдум дали страната да остане единна, но политическата класа пренебрегва това искане. Така на 1 януари 1993 Чехословакия престава да съществува и от нея се образуват Словакия и Чехия.
На 12 март 1999 г. Чехия, заедно с Унгария и Полша, е приета в състава на НАТО. Така за първи път военната организация приема страни, които преди това са били нейни врагове. Това разширяване предизвиква недоволството на Русия, но руският президент Борис Елцин в крайна сметка отстъпва и се създава група за сътрудничество между алианса и Москва. На 1 май 2004 година Чехия става една от 10-те страни, присъединили се към Европейския съюз.

## Природа
Площта на Чешката Република е 78 864 km2. Страната граничи с Полша (граница с дължина 658 km) на север, Германия – на северозапад и запад (646 km), Австрия – на юг (362 km) и Словакия на изток (214 km). Общата дължина на границите е 1880 km.
Чешкият ландшафт е доста разнообразен. Западната част – Бохемия лежи в басейните на реките Елба (Лаба) и Вълтава, заобиколени от предимно ниски планини (Судетите и Кърконоше), където се намира най-високата точка на страната – връх Снежка с височина 1602 m. Моравия, източната част на страната, също е доста хълмиста и лежи в басейна на река Морава, а оттам извира и река Одер (Одра). Реките на Чехия, която няма излаз на море, се оттичат в три морета: в Северно, Балтийско и Черно море.
Голяма част от територията е заета от планински и хълмисти възвишения. Чешкият масив принадлежи към Средноевропейските херцински планини, които се простират от североизточна Франция до Моравия. Там възвишенията постепенно преминават към Карпатите. В сърцето на страната е разположен Бохемският басейн, чиято северна част – Чешката равнина – е по-ниска и равнинна. Той е обграден от няколко планински вериги, сред които Судетите и Рудните планини на север, Чешки лес на запад и Шумава на югозапад. Първите са сред най-гъсто населените региони на Чехия, докато Шумава е сред най-слабо населените. Моравия се отличава с по-нисък терен и низинни области в централните и южните ѝ части, които са част от дунавския басейн. На север преобладават пясъчникови възвишения с дълбоки долини.
Чехия се отличава с разнообразие от почви, включително черноземни и качествени кафяви в сухите низини. В по-влажните райони се срещат подзолисти, а за високопланинските области са характерни каменистите планински почви. Около басейните на големите реки се срещат алувиални покривки. За хребетите в източната част на страната са характерни тежки глинести почви.
Климатът в Чехия е умереноконтинентален, с горещи лета и облачни, студени зими, през които вали сняг. Времето в Чехия през лятото е достатъчно постоянно и приятно, тъй като планините, заобикалящи Чехия, не дават възможност за проникването на силни ветрове. Умереното влияние на Атлантическия океан намалява осезаемо от изток на запад, но на по-малка надморска височина средните годишни температури са относително еднакви из страната. Температурите могат значително да надвишат 32°C в Прага през юли, и да паднат под −17°C в Хеб през февруари. Годишните валежни количества варират от 450 mm в централния Бохемски басейн до 1500 mm по ветровитите склонове на Кърконоше. Най-сухият месец е февруари, а най-влажният е юли.
Гористите местности са характерни за Чехия въпреки обезлесяването за селскостопански цели и дърводобива. По надморска височина, най-разпространените дървесни видове са дъб, бук и смърч. По най-високите части се срещат видове, характерни за тайгата и тундрата. В алпийската природна зона се срещат и ниски храсти и треви. Голямо е биоразнообразието при фауната – сред по-едрите животни са мечките, вълците, рисовете и дивите котки. Във водните басейни и горите се срещат и по-малки животни като видри, норки и мармоти. Сред птиците най-често срещани са патици, диви гъски и фазани.

## Държавно устройство
Чешката република е парламентарна демокрация, чийто най-висш законодателен орган е двукамарен парламент. Той се състои от Палата на депутатите, които се избират с 4-годишни мандати на пропорционален принцип, и Сенат, чийто членове се избират по окръзи за 6-годишен мандат. Изпълнителната власт е поделена между министър-председателя и президента, който се избира директно от народа за срок от пет години. Той е държавен глава и одобрява състава на правителството, предложено от Палатата на депутатите. От 2023 година президент е Петър Павел, а от 13 декември 2021 Петър Фиала е министър-председател.
Избирателната система е с всеобщо гласуване. Най-големите политически партии са Гражданската демократична партия (ГДП), Чешката социалдемократична партия (ЧСДП), Зелената партия (ЗП) и Комунистическата партия на Бохемия и Моравия (КПБМ). Някои партии, като Съюза на свободата, Християнския и демократичен съюз, и Гражданския демократичен алианс, са играли важна роля в края на 20 и началото на 21 век, но днес са загубили своето значение или са разпуснати.
Съдебната система се състои от конституционен съд, върховен административен съд, върховен съд, както и по-малки инстанции на регионално и общинско ниво. Военните съдилища са под юрисдикцията на министерството на отбраната. През 1990-те години чешката законова уредба се основава на австрийското наказателно право отпреди 1918, но постепенно е реформирана в съответствие с изискванията на Организацията за сигурност и сътрудничество в Европа.

### Административно деление
До 2000 година Чехия е разделена на 77 окръга (okresy), но след това е въведена нова първостепенна организация от 13 края (kraje) и един столичен окръг. По-малките окръзи продължават да функционират като второстепенни административни единици. Настоящата административна уредба е сходна с тази от периода 1948 – 1960 година. Местната власт има право да събира данъци и поддържа инфраструктурата и здравни и учебни заведения.

### Външна политика и сигурност
Външната политика на Чешката република е формулирана в „Концепция за външна политика“ на Министерството на външните работи. Очертаните в нея приоритети са поддържане на сигурността на страната, развитие на трансатлантическото сътрудничество между Европейския съюз, САЩ и Канада, поддържане на приятелски отношения със съседните страни, подкрепа за човешките права и свободата по света, отстояване на чешките икономически интереси, улесняване интеграцията на нови страни в ЕС и поддържане на положителен образ на страната на международно ниво.
В многостранните взаимоотношения, приоритет на Чехия са ЕС и НАТО, в които страната членува съответно от 2004 и 1999 година. Приоритетите за двустранни отношения са световните сили САЩ, Русия и Китай, ядрените сили в Европа (Франция и Великобритания), страните от Централна Европа, Югоизточна Европа, развити демокрации извън Европа (Израел, Япония, Австралия, Канада) и развиващи се големи икономики като Бразилия и Индия. Сред ключовите интереси по отношение на сигурността са запазването на демократичното управление в страната и опазване на суверенитета ѝ чрез поддържане на военна сигурност в Европа, конкурентоспособна икономика, ниска престъпност, научно-техническо развитие и иновации, както и опазване на околната среда.
Въоръжените сили на Чехия отговарят пряко за опазването на националния суверенитет. През 1993 Чехия получава 2/3 от военния ресурс на Чехословакия, която до 1991 е част от Варшавския договор и приема съветски войски на своя територия. През 2004 чешката армия преминава от наборна към професионална служба. Въоръжените сили са под контрола на министерството на отбраната и имат два клона – сухопътни войски и военновъздушни сили, в които служат 20 864 войници и офицери и 7487 цивилни. Към 2015 година оборудването включва 123 танка Т-72, 442 бронирани бойни машини от различни модели, 179 артилерийски системи с калибър над 100 mm, 39 бойни реактивни самолета и 17 бойни вертолета (Ми-24 и Ми-35). Основен компонент на военновъздушните сили са 12 бойни и 2 учебни изтребителя JAS 39 Gripen.

## Население
В годините на Чехословакия основната демографска тенденция е населението да нараства стабилно. Това се случва със сравнително бавни темпове главно заради промените в начина на живот, свързани с урбанизацията и нарастващата икономическа роля на жените. От 90-те години на ХХ век обаче населението на Чехия започва да намалява, а падащата раждаемост и увеличаването на продължителността на живота довеждат до по-застаряло население през 21 век. Гъстотата на населението е висока и селищата са на по няколко километра едно от друго. Изключение правят някои гранични райони като Судетите, където три милиона судетски немци са експулсирани след Втората световна война. Селата обикновено са компактни, но в някои планински райони те са прострени по тесните планински долини. Около 75% от населението живее в градовете. Освен столицата, градове от голямо значение са Бърно – културният и промишлен център на Моравия, Острава със своите въглищни мини и стоманолеярни, и Пилзен със своите машиностроителни заводи и пивоварни.
| Вероизповедания в Чехия (2011) | Вероизповедания в Чехия (2011) | Вероизповедания в Чехия (2011) | Вероизповедания в Чехия (2011) | Вероизповедания в Чехия (2011) |
| ------------------------------ | ------------------------------ | ------------------------------ | ------------------------------ | ------------------------------ |
| религия                        |                                |                                | процент                        |                                |
| Други или неопределено         | Други или неопределено         |                                | 54%                            | 54%                            |
| Атеизъм                        | Атеизъм                        |                                | 34,5%                          | 34,5%                          |
| Католицизъм                    | Католицизъм                    |                                | 10,4%                          | 10,4%                          |
| Протестантство                 | Протестантство                 |                                | 1,1%                           | 1,1%                           |

По оценка от 2014 година населението на страната възлиза на 10 628 000 души, със средна възраст от 40,9 години, продължителност на живота от 78,3 години и прираст от 0,17%. Около 90% от тях са чехи, към които спада и моравската регионална идентичност. В страната има малцинства от словаци, както и поляци в североизточна Моравия и германци в северозападна Бохемия. Циганите са малка, но ясно изразена общност, която не е била асимилирана. Мнозинството говори чешки език, който е официален и чиято книжовна форма се появява през 13 век. Чешкият и словашкият са взаимно разбираеми езици от западнославянската група. Сред малцинствата се говорят цигански, полски и немски.
По време на социализма не се води статистически отчет за религиозните практики сред населението, но след национализацията на църковното имущество през 1949 година държавата финансира дейностите на църквите. Атеизмът заляга в официалната политика на комунистическото правителство и ролята на църквите е сведена до провеждане на религиозни церемонии. През 1989 свободата на вероизповеданията е възстановена и посещението на папа Йоан Павел II на следващата година дава импулс на римокатолицизма. Сред малцинствените религии са източното православие и протестантството, към което спада и основаната през 1920 Чехословашка хуситска църква.

## Икономика
С Нежната революция през 1989 година Чехословакия поставя началото на преход от командна към свободна пазарна икономика. Правителството въвежда либерализация на цените, отваряне на пазарите към външна търговия и инвестиции, конвертируемост на валутата, приватизация на държавните предприятия и данъчна реформа. Днес Чехия има добре развита пазарна икономика, чиито разнообразни сектори генерират висок брутен вътрешен продукт и приходи от износ. Чешката икономика е силно интегрирана в тази на Европейския съюз, където основните чешки продукти като автомобилите, металургичните изделия, стъклото и оръжията намират пазар. Чехия осъществява 27% от вноса и 31% от износа си с Германия. Другите големи износни партньори са Словакия (7%), Полша (6%) и Франция (5%), а внос се осъществява от Китай (12%), Полша (9%) и Словакия (5%), по данни от 2019 година.
Чешката крона е национална валута на страната. Чехия е в процес на приемане на единната европейска валута – еврото.
Благодарение на облагодетелстваната си позиция в рамките на Чехословакия, близостта до Западна Европа и успешния икономически преход, чехите се радват на по-висок стандарт на живот от останалите бивши социалистически страни. Безработицата и стандартът обаче варират значително по регион – например Прага, със своят силен туристически сектор има средна безработица от едва 1%, докато в други части на страната тя достига до 20%. Средният за страната процент се движи около 10%. Брутният вътрешен продукт на глава от населението (по ППС) за 2022 година възлиза на 27 223 щ.д., а общият номинален БВП е 290,5 милиарда щ.д. Като страна с високи доходи на населението, Чехия е част от Организацията за икономическо сътрудничество и развитие. В разпределението на БВП по сектори най-голям дял имат услугите (60,8%), следвани от индустрията (36,9%) и селското стопанство (2,3%).
Чешкото селско стопанство е сред най-добре развитите в бившия Източен блок, с добив над средния за региона. Страната не страда от недостиг на обработваеми земи, но те все пак се използват далеч по-неефективно, отколкото в Западна Европа. Земеделският пазар е изцяло либерализиран като 1/4 от земята се обработва от частни собственици, 1/3 от кооперативи и около 2/5 от корпорации. Основните култури са пшеница, захарно цвекло, ечемик, ръж, овес и картофи, а прасетата, говедата, овцете и пилетата са главните видове добитък. В Бохемия се отглежда и хмел с високо качество, който се използва в пивоварните из страната. Моравия и особено южните ѝ части са лозарски регион и сърцето на чешкото винарство.
Промишлеността разполага с модерни и ефикасни сектори, като автомобилостроенето и електрониката. Други значими сектори са производството на храни и бира, химическата, текстилната, стъкларската и обувната промишленост, както и производството на цимент, желязо и стомана. Повечето стоманоляерни са съсредоточени в района на Острава в Моравия. Тежкото машиностроене произвежда коли, камиони, трактори, автобуси, самолети, мотоциклети, дизелови и електрически локомотиви и трамваи. Основният производител на автомобили остава „Шкода Ауто“, най-старият в Източна Европа. В началото на 90-те години на ХХ век компанията е купена от немския концерн „Фолксваген Груп“, а мощностите ѝ са модернизирани напълно. След 2000 г. „Шкода Ауто“ се превръща в най-печелившия износител от Чехия – около 10% от целия износ на страната, и е източник на национална гордост.
От 90-те години на ХХ век насам приходите от туризъм нарастват главоломно и изиграват важна роля за развитието на сектора на услугите. В първите години на 21 век услугите генерират около половината от брутния вътрешен продукт и в тях са заети над половината от работещите в страната. Значително е нараснал потокът на туристи от САЩ и Западна Европа, които са привлечени главно от стара Прага, минерални извори, зимни курорти и културни събития. През 2019 година страната е била посетена от 37 202 000 туристи. Всички финансови институции са под опеката на Националната банка. До края на 90-те години на ХХ век обаче банковият сектор е нестабилен заради лоши практики при предоставянето на заеми и злоупотреба със средства, които през 1996 довеждат до срив на шестата по големина банка „Кредитни“. Това принуждава правителството да ускори приватизацията на банките.

### Инфраструктура
Макар и да няма значителни природни ресурси, Чехия добива големи количества битуминозни, антрацитни и кафяви въглища. Последните се добиват основно на запад, около Хомутов, Мост, Теплице и Соколов. Те се използват в ТЕЦ, химическата промишленост и за битово отопление. Огромната част от нефта и природния газ се внасят през тръбопроводи от Русия, както и през Италия благодарение на построения през 90-те години на ХХ век петролопровод до Триест. Чехия има две АЕЦ – АЕЦ Темелин и АЕЦ Дуковани, но въпреки производството на ядрена енергия, около 3/4 от електроенергията в страната се произвежда от топлоелектрически централи.
Железопътни линии свързват всички региони, предоставят връзка със съседните страни и свързват Прага с почти всички големи европейски градове. Общата дължина на линиите е 9548 km, от които 3242 електрифицирани. Обширна мрежа от пътища също свързва различните части на страната, а Прага, Бърно и Братислава са свързани с магистрала. Чешката пътна мрежа е с обща дължина 129 418 km, включително 730 km магистрали. Реките Елба и Вълтава са основните водни пътища, а река Одер осигурява достъп до Балтийско море през полското пристанище Шчечин. Прага е и голям международен авиационен център и приема полети от цял свят. Международни полети минават и през Бърно, Острава и Карлови Вари.
Наличието на компютри на глава от населението е по-високо от останалите страни в Централна Европа, но по-ниско от Западна Европа. За сметка на това мобилните телефони са по-разпространени, отколкото в западноевропейските страни. През 2021 година в употреба са били 13,1 милиона мобилни устройства. Към 2021 година интернет потребителите са били 9,13 милиона души, или 83% от населението.

## Култура
| Бедржих Сметана Моята родина, II. „Вълтава“ | Антонин Дворжак Романс оп. 75 №1 |
| ------------------------------------------- | -------------------------------- |
|                                             |                                  |

### Архитектура
По земите на днешна Чехия се намират много следи от тракийска и римска архитектура. Чешката архитектура е близка до тази на Централноевропейската архитектура. През Средновековието се построяват множество католически църкви в готически стил и манастири. Типичен пример за това са манастирите в Осек, Непомук и Велехрад. Пражкият дворец, базиликата „Свети Георги“, сгради в стара Прага са представители на епохата на романтизма. Ротондата на Светия рай, Ротондата на Свети Мартин, Ротондата на Св. Георги са най-старите представители на епоха на романтизма. Ренесансът също е оказал голямо влияние в чешката архитектура. От тази епоха са останали крепостната порта в Моравска Требова, която датира от 1492 г., и Владиславската зала в Пражкия замък от 1493 г.

### Изкуство
Мастер Теодорих е най-известният представител на чешкото готическо изкуство. От епохата на барока са известни чешките творци Вацлав Холлар, Ян Купецки, Карел Шкрета, които оставят богато и значимо творчество.

### Музика
Чешкият фолклор е наследник на фолклора, който е бил по земите на Бохемия и Моравия. Танцът полка е традиционен за чешкия фолклор. Този танц става изключително популярен през XIX век. Моравската традиционна музика е известна с цимбала. Едни от най-известните творци от Моравия и Бохемия са: Леош Яначек, Хеинрих Бибер, Антонин Дворжак, Бедржих Сметана и Бохуслав Мартину. Пражкият джаз състав „Прага Джаз“ се сформира около 1918 г. по подобие на известния Les Six от Париж и се опитва да създаде музика, с която човек да се чувства у дома си. Вдъхновители за това са Жан Кокто и Ерик Сати. Това, което те не са постигнали, е повече от постигнато от Ярослав Жежек в Прага през 1928 г. Ярки представители на съвременната чешка музика са Братя Хаба, с музиката в четвърттон, Иша Крайчи, автор на чист неокласицизъм.

### Преса
През 2015 г. Чехия е на 13-о място по свобода на пресата в света (десето в Европа) по данни на Репортери без граници (без промяна спрямо 2014 година).